# Disciples III: Odrodzenie
Disciples III: Odrodzenie (ang. Disciples III: Renaissance) – strategiczna gra turowa z serii Disciples, bezpośrednia kontynuacja swojej poprzedniczki Disciples II: Mroczne proroctwo. Gra stworzona została przez studio .dat. Rosyjska premiera odbyła się 11 grudnia 2009 roku, w Polsce 25 czerwca 2010 i ukazała się w pełnej polskiej wersji językowej (napisy i dialogi).
Podobnie jak miało to miejsce w poprzednich odsłonach gry, gracz wciela się w jednego z lordów toczących walkę o ustabilizowanie swych rządów w krainie Nevendaar. Gracz zbiera surowce, rozbudowuje swoje zamki, oraz zdobywa doświadczenie poprzez wygrywanie potyczek.
Dostępne są trzy grywalne frakcje: Imperium, Legiony Potępionych, oraz Przymierze Elfów. Górskie Klany i Hordy Nieumarłych, również występują w grze, jednak nie są dostępne dla gracza.
Bohater dowodzący armią może walczyć wręcz, a także rzucać czary – nie trzeba dokonywać trwałego wyboru między wojownikiem a magiem. Każda postać posiada punkty statystyk oraz ekwipunek. Jej umiejętności rozwijane są podczas awansowania na wyższy poziom doświadczenia. Elementy pancerza, broń oraz używane przedmioty są odzwierciedlone na wizerunku bohatera.
Oddziały żołnierzy mają możliwość przemieszczania się po polu walki (w poprzednich częściach musiały pozostać w miejscu).
Gra została stworzona w pełnym trójwymiarze, tak jak Heroes of Might and Magic V. Wykorzystuje silnik graficzny „Virtual Dream” stworzony przez studio .dat.
Do dyspozycji zostało oddanych kilka trybów gry: kampanie, pojedyncze potyczki i grę wieloosobową. Ponadto autorzy zaimplementowali edytor map.